# Podothecus
Podothecus is een geslacht van straalvinnige vissen uit de familie van harnasmannen (Agonidae). Het geslacht is voor het eerst wetenschappelijk beschreven in 1861 door Gill.

## Soorten
- Podothecus accipenserinus Tilesius, 1813
- Podothecus hamlini Jordan & Gilbert, 1898
- Podothecus sachi Jordan & Snyder, 1901
- Podothecus sturioides Guichenot, 1869
- Podothecus veternus Jordan & Starks, 1895